# Chaerophyllum texanum
Chaerophyllum texanum är en flockblommig växtart som beskrevs av John Merle Coulter och Joseph Nelson Rose. Chaerophyllum texanum ingår i släktet rotkörvlar, och familjen flockblommiga växter. Inga underarter finns listade i Catalogue of Life.